# Torneig de Wimbledon
El torneig de Wimbledon, oficialment anomenat The Championships, Wimbledon, és el torneig de tennis més antic del món i generalment es considera el més prestigiós. Es desenvolupa entre els mesos de juny i juliol a l'All England Lawn Tennis and Croquet Club, situat al barri de Wimbledon de Londres, Anglaterra. És el tercer dels quatre torneigs de grand slam que es disputen durant la temporada de tennis.
Va iniciar-se el 1877 com un torneig tennístic a nivell nacional del Regne Unit, i reduït tan sols a la competició individual masculina, sent organitzat per l'All England Lawn Tennis and Croquet Club en una pista prop de Worple Road i sobre una superfície de gespa, superfície que no s'ha abandonat mai. El 1884 s'incorporaren les modalitats d'individual femení i dobles masculins, que es completaren el 1913 amb els dobles femenins i el dobles mixtes. El 1922 el torneig de tennis es va traslladar a la seu actual.
El torneig manté certes tradicions que han perdurat durant la seva història. Els colors verd fosc i porpra són els típics, i és l'únic torneig amb un estricte codi de vestimenta que s'ha d'acostar al 100% de color blanc. Les tennistes són sempre anomenades com "Miss" o "Mrs" (senyoreta o senyora) durant el joc i els homes només són anomenats pel seu cognom. També són típiques les maduixes amb nata pel públic. Tradicionalment no es juga el "Middle Sunday" (diumenge del mig) si no ho requereix el mal temps.
Els actuals campions del torneig són: els individuals Jannik Sinner i Iga Świątek, els dobles masculins Julian Cash i Lloyd Glasspool, la parella femenina Veronika Kudermétova i Elise Mertens, i la parella mixta Kateřina Siniaková i Sem Verbeek.

## Història

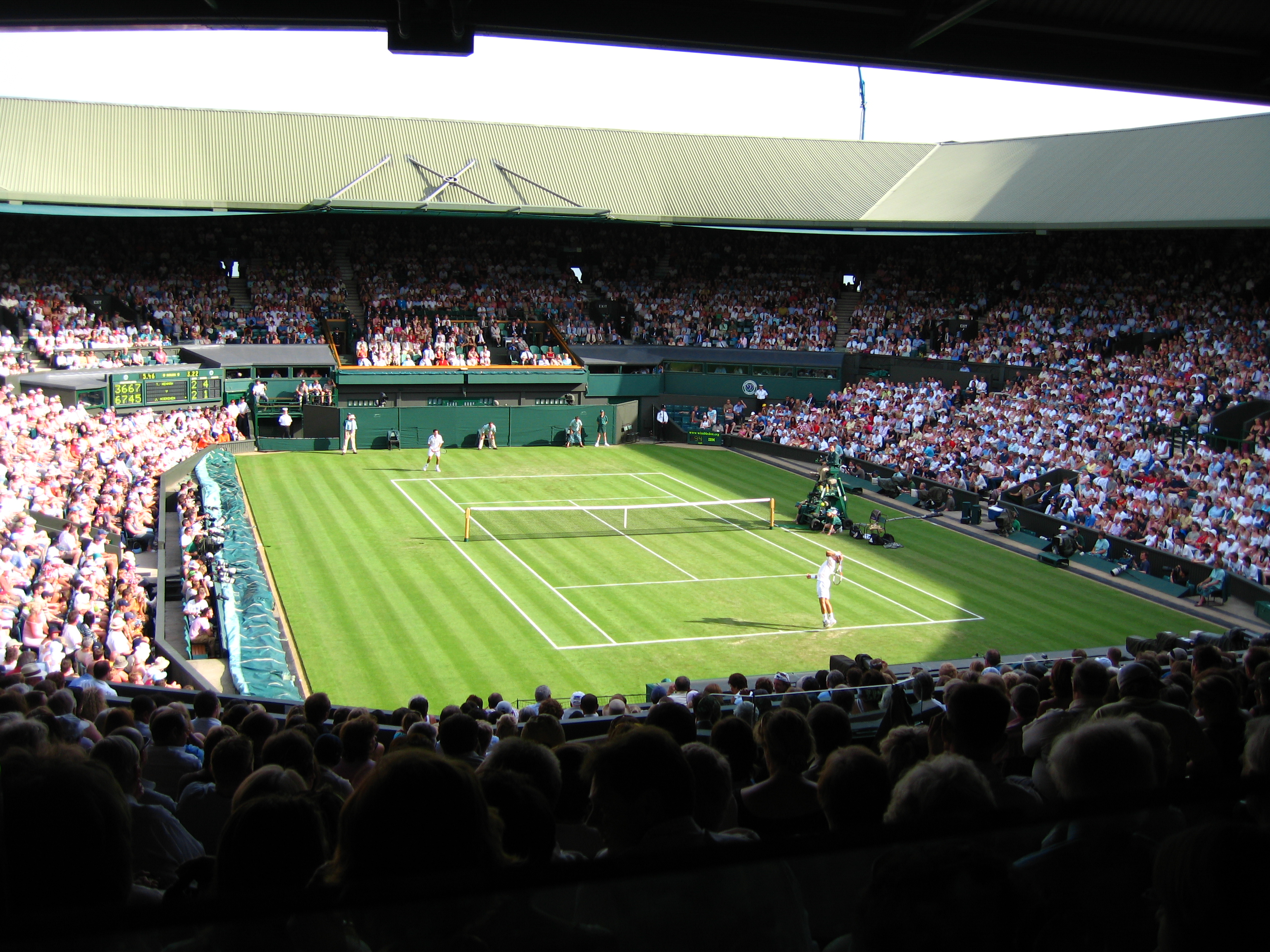
Centre Court

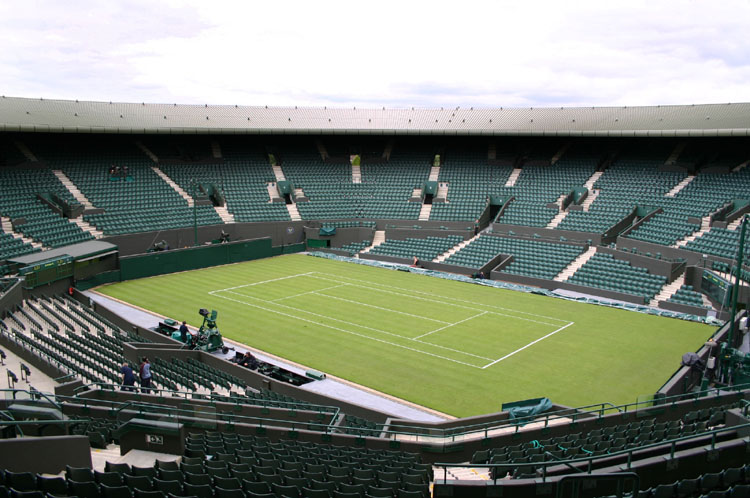
Court No. 1

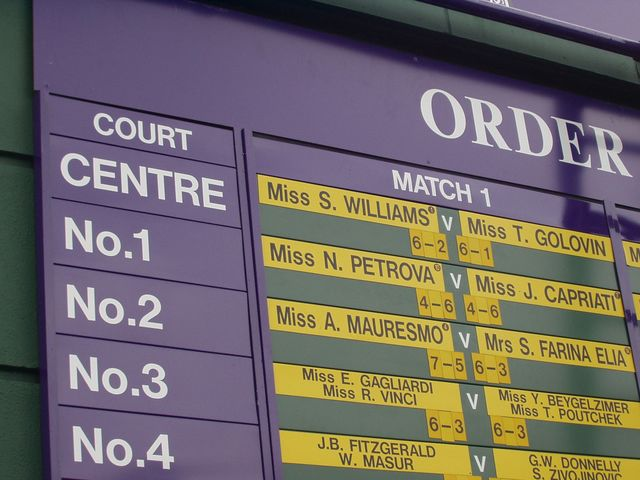
L'ordre de joc es mostra en taulells situats al costat de les pistes.

L'All England Lawn Tennis and Croquet Club és un club privat fundat l'any 1868, originalment amb el nom The All England Croquet Club en el Worple Road de Wimbledon. Les instal·lacions per tennis es van incorporar el 1875, poc després que el major Walter Clopton Wingfield ideés aquest esport. El 1877 es va canviar el nom del club i es va organitzar el primer torneig de tennis anomenat Lawn Tennis Championship. Per a la seva celebració es va redactar un nou reglament que encara és similars a l'actual, excepte en els detalls relacionats amb la xarxa i les distàncies de les línies. El primer torneig es va disputar únicament en categoria masculina individual el 1877 i el guanyador fou Spencer Gore. Uns 200 espectadors van pagar un xíling per veure la final. El 1882, l'activitat del club era gairebé exclusivament dedicada al tennis i la paraula "croquet" es va treure del nom del club, tanmateix, per raons sentimentals, el 1889 es va restaurar el títol que encara es manté fins a l'actualitat. El 1922 es va desplaçar la seu al Church Road, emplaçament actual.
L'any 1884 es va ampliar el torneig amb els esdeveniments individual femení i doble masculí. El doble femení i doble mixt es van afegir el 1913. Fins a l'edició de 1922, el defensor del títol només havia de disputar la final. Com la resta de grand slams, el torneig només admetia els millors tennistes internacionals amateurs fins a la instauració de l'Era Open. Des de les victòries de Fred Perry el 1936 i Virginia Wade el 1977, cap tennista britànic ha tornat a guanyar el torneig individualment.
Actualment disposa de dinou pistes de tennis, totes amb gespa del tipus lolium. Les dues pistes principals (Centre Court i Court No. 1) s'utilitzen normalment només les dues setmanes que es disputa el torneig, mentre que la resta estan disponibles als socis del club. Les seves pistes s'utilitzaran per a la celebració de l'esdeveniment de tennis dels Jocs Olímpics de Londres de 2012 i a vegades també s'han utilitzat per la disputar la Copa Davis de l'equip britànic. El torneig sempre s'ha caracteritzat per les interrupcions a causa de la pluja, però des de 2009, la pista central (Centre Court) disposa d'un sostre retràctil que s'obre o es tanca en deu minuts. La pista central es va inaugurar l'any 1922 aprofitant el trasllat de Worple Road a Church Road i té una capacitat de 15.000 espectadors. A la zona sud hi ha situada la Royal Box, on se situen els membres de la Família Reial Britànic i altres dignataris quan miren els partits en directe. L'actual Court No. 1 es va construir l'any 1997 per 11.000 espectadors, substituint així l'anterior, que es va derruir perquè era adjacent a la pista central i no es podia ampliar més. L'any 2009 es va construir una nova Court No 2. amb una capacitat de 4.000 espectadors, mentre que l'anterior es va reanomenar Court No. 3. Aquesta pista té el sobrenom de "Graveyard of Champions" perquè molts dels principals caps de sèrie durant la seva història foren eliminats en les primeres rondes quan jugaven en aquesta pista.
Wimbledon és l'únic Grand Slam que es disputa sobre gespa. En alguna ocasió, tots els grand slams, excepte Roland Garros, es jugaven sobre gespa. L'Open d'Austràlia va canviar de superfície el 1988 per Rebound Ace i el 2008 per Plexicushion, mentre que el US Open va canviar a terra batuda sintètica el 1975 i a DecoTurf el 1978 quan es va traslladar al National Tennis Center.
El torneig es caracteritza per les seves antigues tradicions, moltes encara vigents actualment. El verd fosc i el púrpura (a vegades referit com malva) són els colors típics del torneig. Tanmateix, tots els jugadors participants estan obligats a seguir un estricte codi de vestimenta que requereix que tota o gairebé tota la roba ha de ser totalment blanca. El color verd estava reservat als jutges de cadira, àrbitres de línia i els aplegapilotes fins a l'any 2005. L'any 2006 el dissenyador de moda Ralph Lauren va encarregar-se de redissenyar els uniformes, que van passar a ser blau marí i crema.
Fins a l'any 2001, l'organització del torneig decidia l'ordre dels caps de sèrie tenint en compte el rànquing mundial i les actuacions prèvies en sobre pistes d'herba. Aquest fet era únic en els circuits masculí i femení, però des de 2001 els dirigents de l'ATP i la WTA els obliguen a seguir únicament el rànquing mundial. Per a la temporada 2019 van anunciar que introduïrien el tie-break en el cinquè set en el cas d'arribar a empat a 12, tan individual com en dobles i en tots els partits. Aquesta mesura es va implementar per evitar partits maratonians. A 
A causa de la pandèmia per coronavirus de 2019-2020, l'organització va decidir cancel·lar l'edició de 2020 del torneig per precaució i seguretat. Aquesta fou la primera suspensió del torneig en l'Era Open i la primera des de la Segona Guerra Mundial. La principal conseqüència d'aquesta suspensió fou la cancel·lació de tots els torneigs sobre gespa que es disputen prèviament. L'organització va estudiar la seva celebració a porta tancada però pel seu funcionament eren necessaris un mínim de 5000 treballadors (aplegapilotes, jutges, manteniment i seguretat). A diferència de la majoria de torneigs, amb l'aparició del SARS l'any 2002, l'organització ja pagava una assegurança per cancel·lació a causa d'una possible pandèmia mundial, de manera que va rebre una indemnització de 114 milions de lliures per la cancel·lació de l'edició de 2020 en previsió d'unes pèrdues de 250 milions.

## Premis

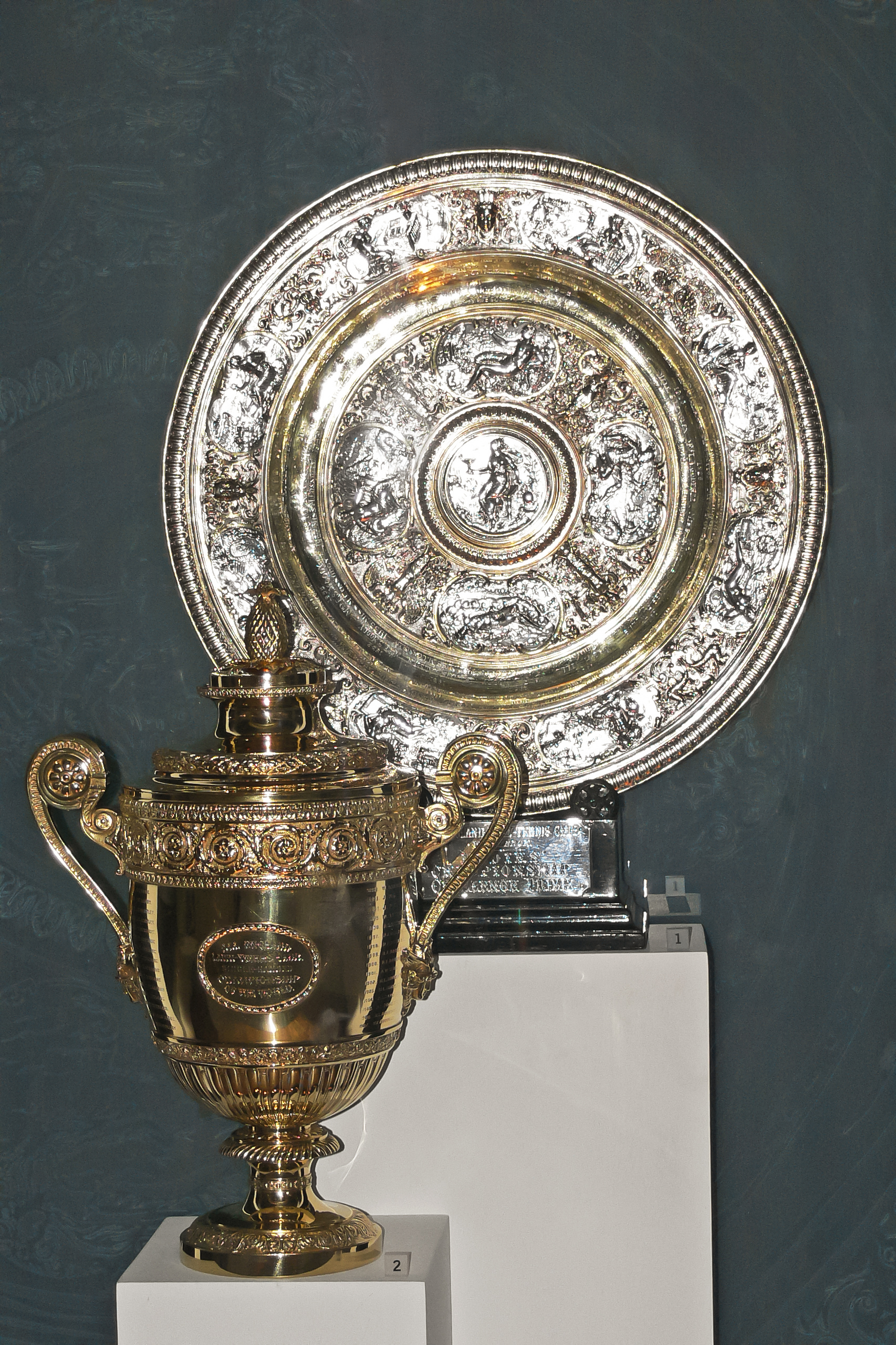
Trofeus individuals masculí i femení.

Des de 1887, els vencedors de l'esdeveniment individual masculí reben una copa daurada de 47 cm d'alçada i 19 de diàmetre. El trofeu té la inscripció "The All England Lawn Tennis Club Single Handed Champion of the World". Les vencedores del quadre femení individual reben una
enciamera de plata esterlina coneguda amb el sobrenom de "Venus Rosewater Dish". L'enciamera és de 48 cm de diàmetre i està decorada amb figures mitològiques. Els vencedors dels dobles reben un copa de plata i els finalistes individuals un plat de plata. Generalment, els trofeus són entregats pel president de l'All England Club, el Duc de Kent.
Des de la instauració de l'Era Open el 1968, el trofeu va acompanyat d'un premi econòmic. Fins al 2007, el campió masculí rebia una recompensa més elevada que la campiona femenina. El principal motiu era que els homes jugaven al màxim de cinc sets en lloc dels tres de les dones, però des de 2007, l'organització va canviar la política i ambdós campions reben el mateix premi econòmic. El 2009 es van entregar un total de 12.500.000 lliures esterlines, de les quals, 850.000 eren pels vencedors individuals. Pel 2010 es preveu un increment fins al milió de lliures, aproximadament 1.148.952 €.

## Palmarès
- Individual masculí
- Individual femení
- Dobles masculins
- Dobles femenins
- Dobles mixts

### Campions actuals

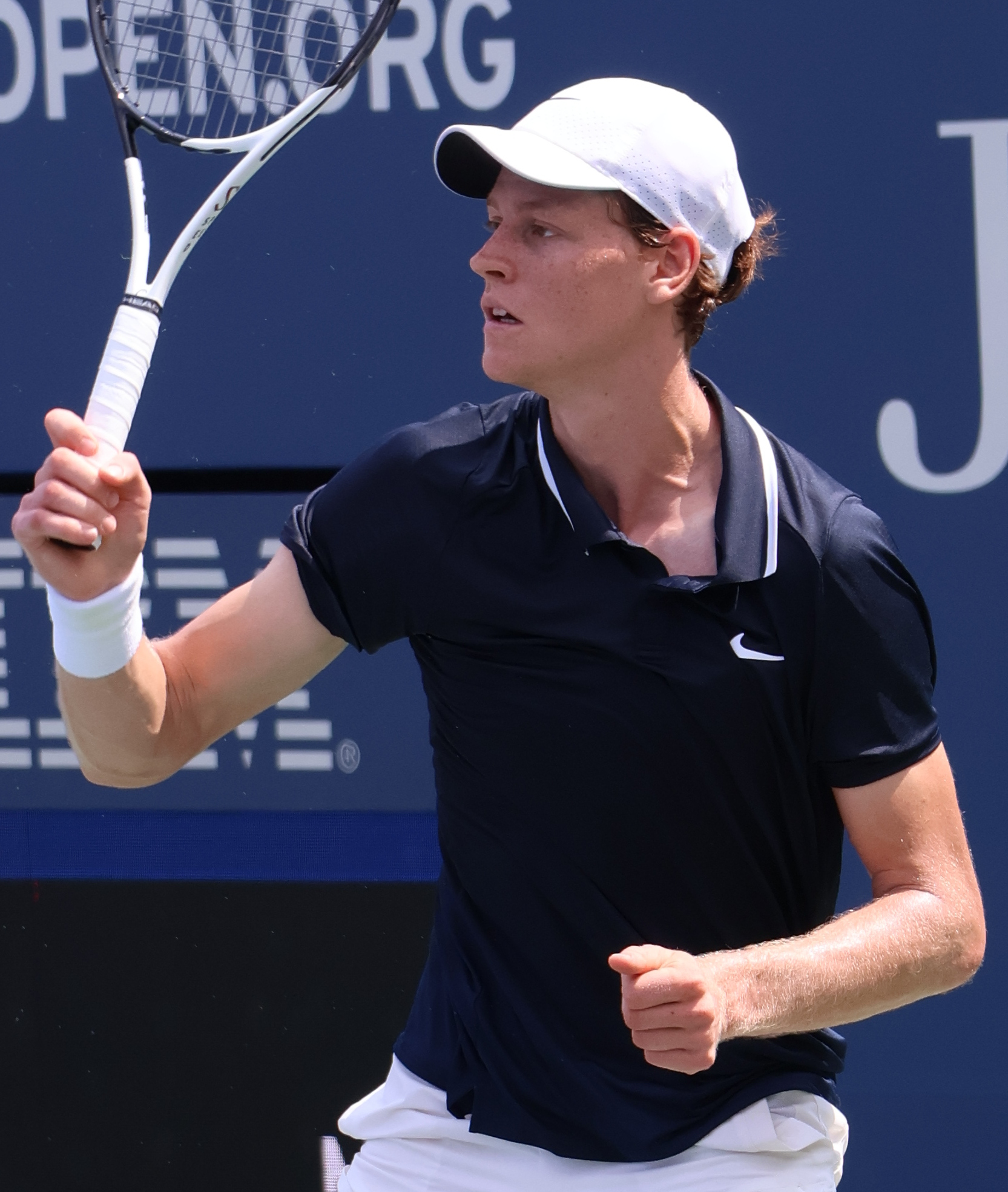
Jannik Sinner
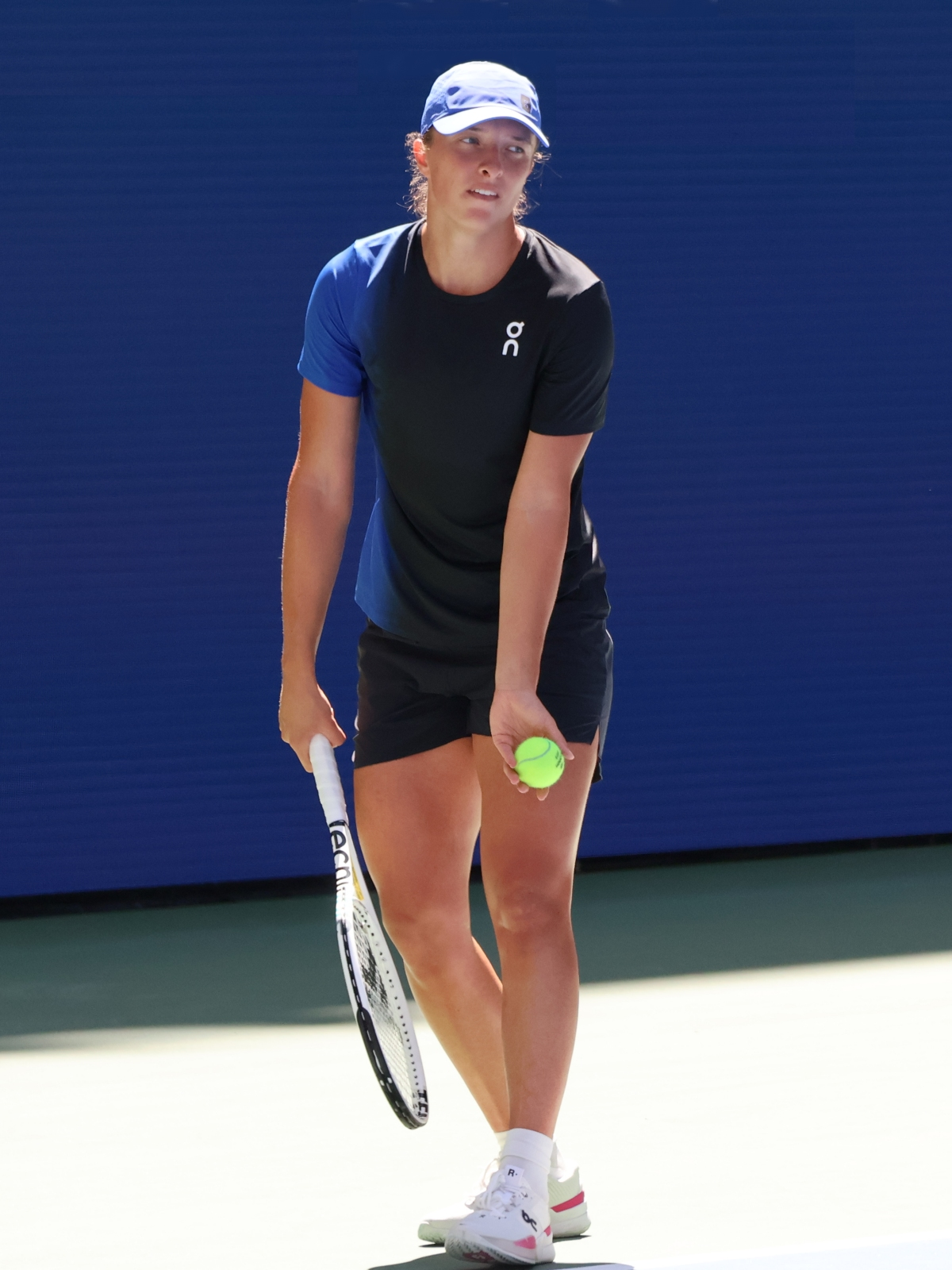
Iga Świątek
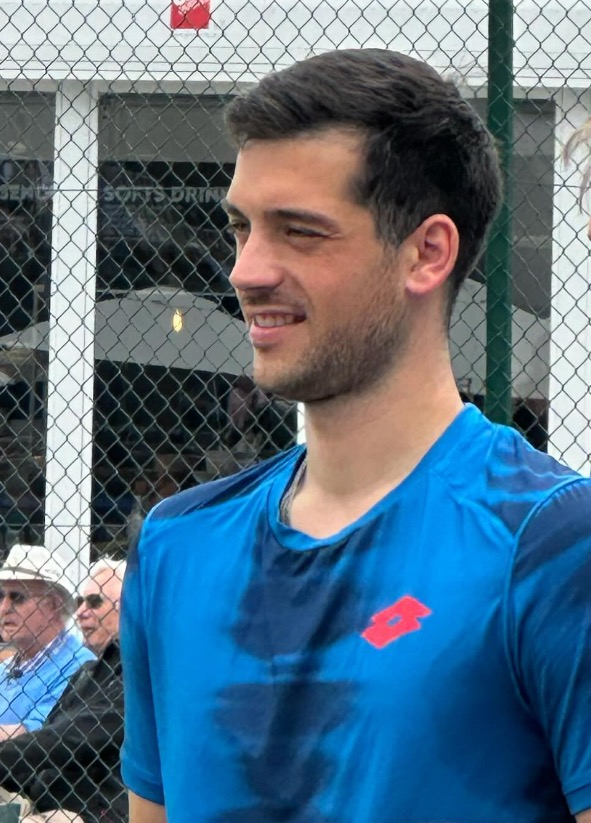
Julian Cash
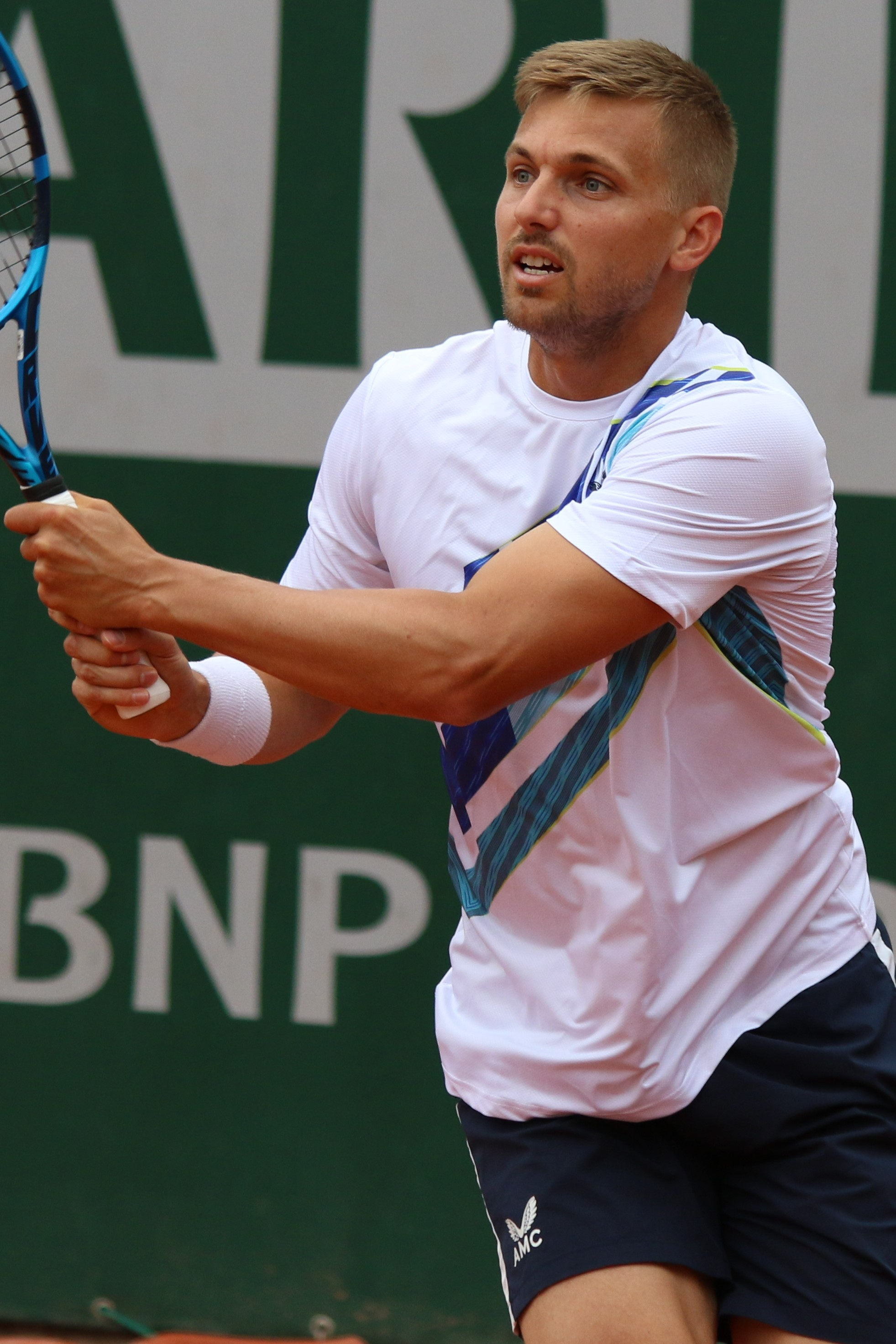
Lloyd Glasspool
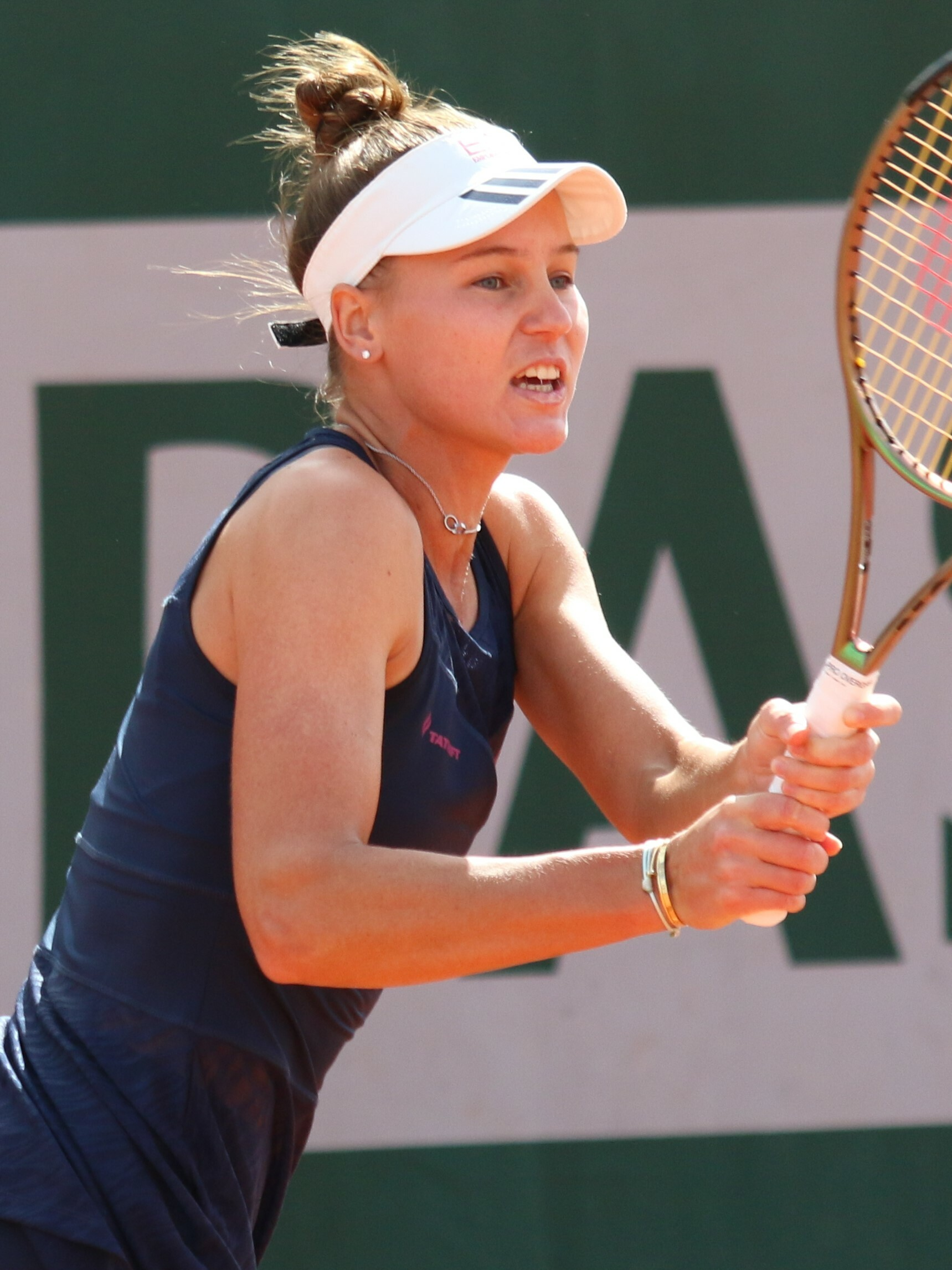
Veronika Kudermétova
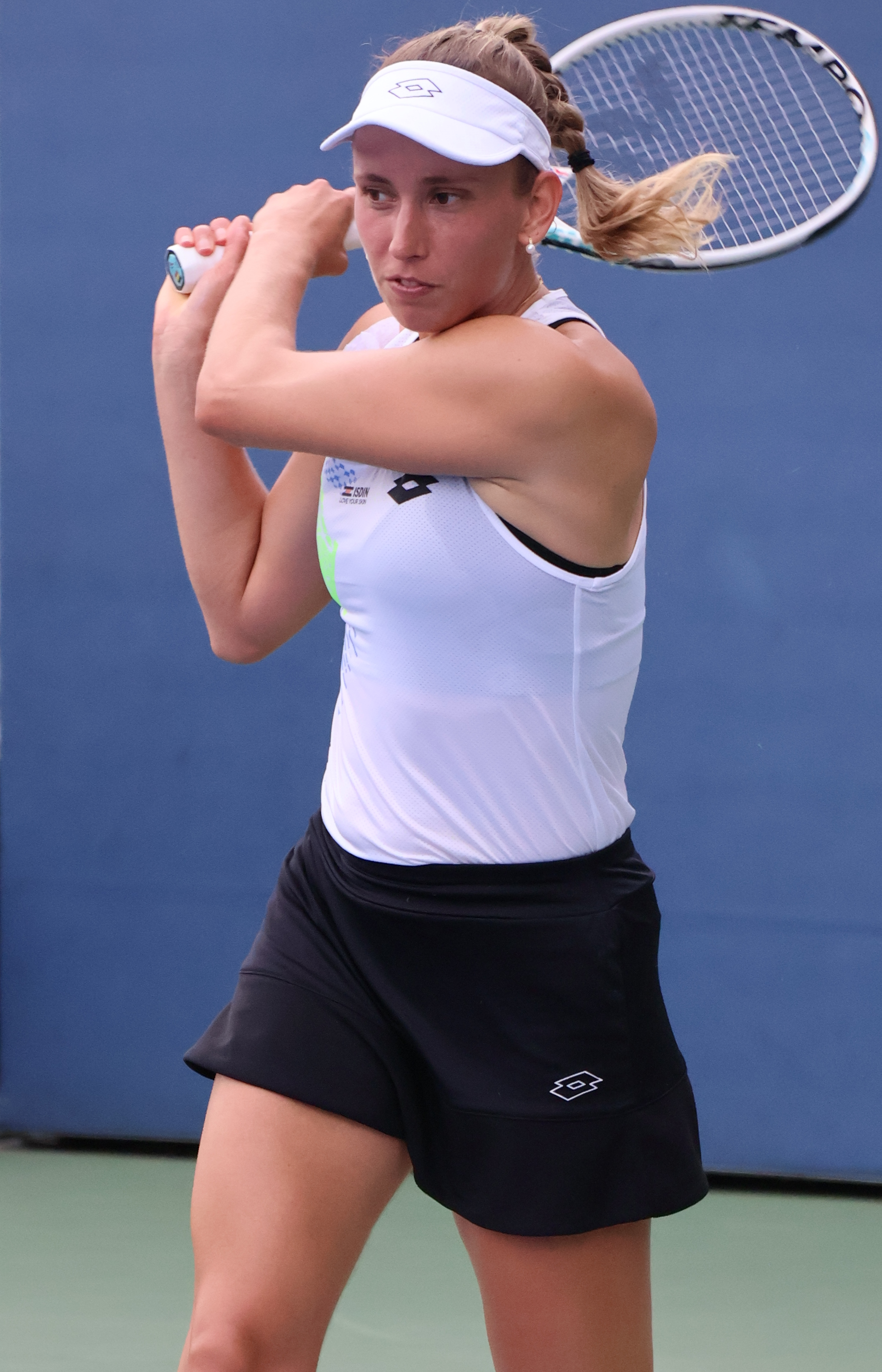
Elise Mertens
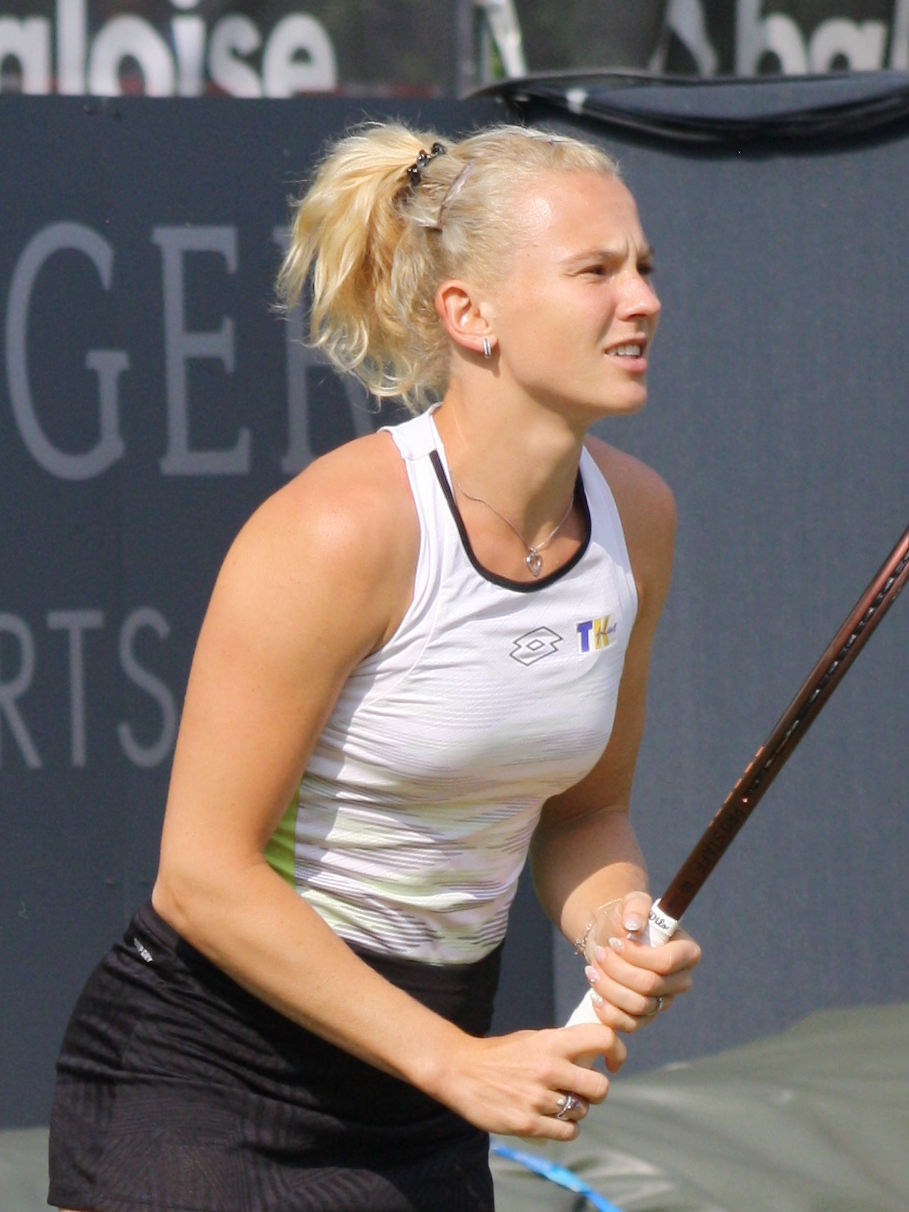
Kateřina Siniaková
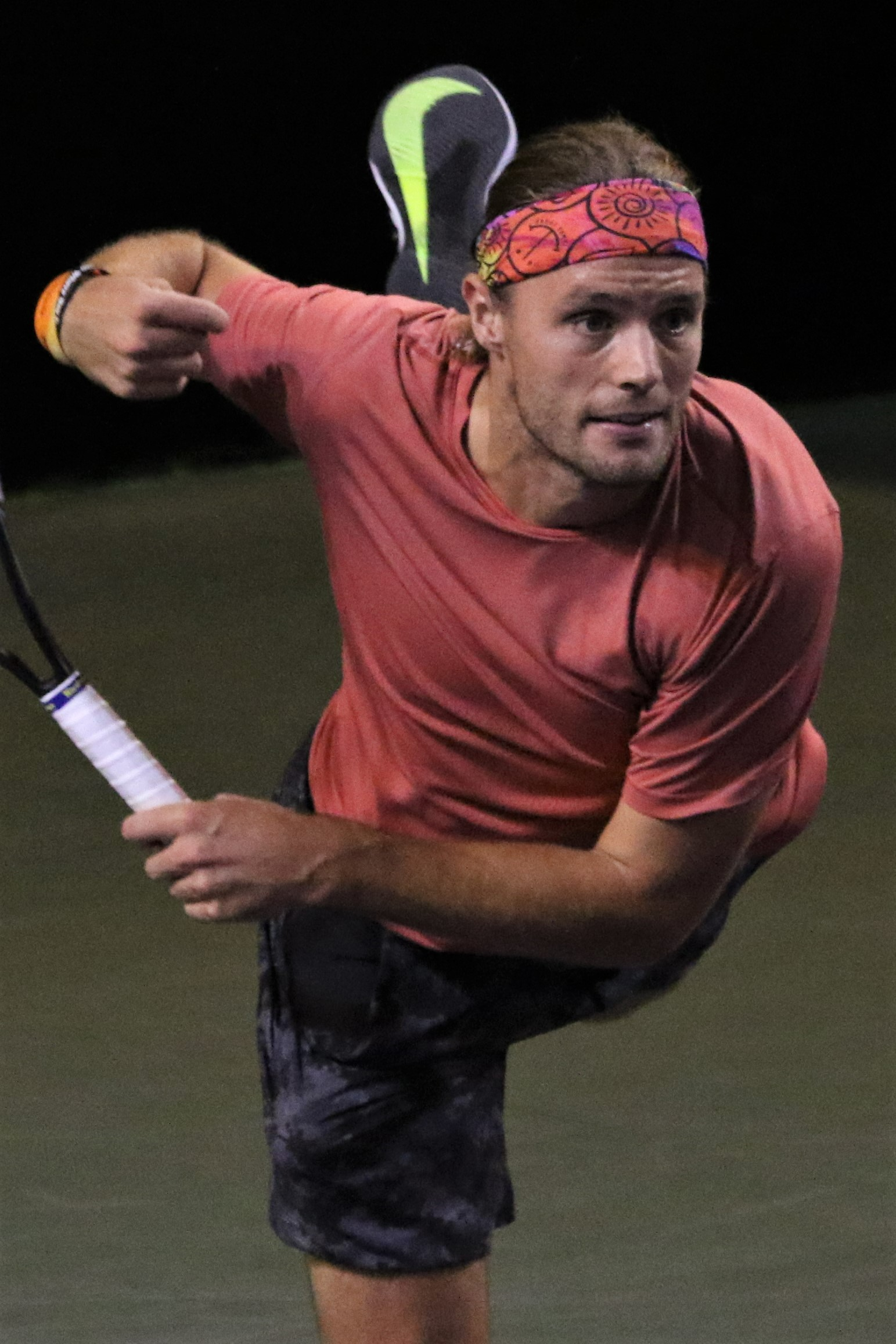
Sem Verbeek

## Estadístiques
| Masculí                |                              |                                   |                              |                                 |                              |                              |
| Totes les competicions | 14                           | William Renshaw (7, 7, 0)         | 9                            | Todd Woodbridge (0, 9, 0)       |                              |                              |
| Títols individuals     | 7                            | William Renshaw                   | 8                            | Roger Federer                   |                              |                              |
| Títols dobles          | 8                            | Reginald Doherty Lawrence Doherty | 9                            | Todd Woodbridge                 |                              |                              |
| Títols dobles mixtos   | 4                            | Ken Fletcher Vic Seixas           | 4                            | Owen Davidson                   |                              |                              |
| Campió més jove        | Boris Becker (1985, 17 anys) | Boris Becker (1985, 17 anys)      | Boris Becker (1985, 17 anys) | Boris Becker (1985, 17 anys)    | Boris Becker (1985, 17 anys) | Boris Becker (1985, 17 anys) |
| Femení                 |                              |                                   |                              |                                 |                              |                              |
| Totes les competicions | 20                           | Billie Jean King (6, 10, 4)       | 20                           | / Martina Navrátilová (9, 7, 4) |                              |                              |
| Títols individuals     | 8                            | Helen Wills                       | 9                            | / Martina Navrátilová           |                              |                              |
| Títols dobles          | 12                           | Elizabeth Ryan                    | 7                            | / Martina Navrátilová           |                              |                              |
| Títols dobles mixtos   | 7                            | Elizabeth Ryan                    | 4                            | / Martina Navrátilová           |                              |                              |
| Campiona més jove      | Lottie Dod (1887, 15 anys)   | Lottie Dod (1887, 15 anys)        | Lottie Dod (1887, 15 anys)   | Lottie Dod (1887, 15 anys)      | Lottie Dod (1887, 15 anys)   | Lottie Dod (1887, 15 anys)   |

## Galeria

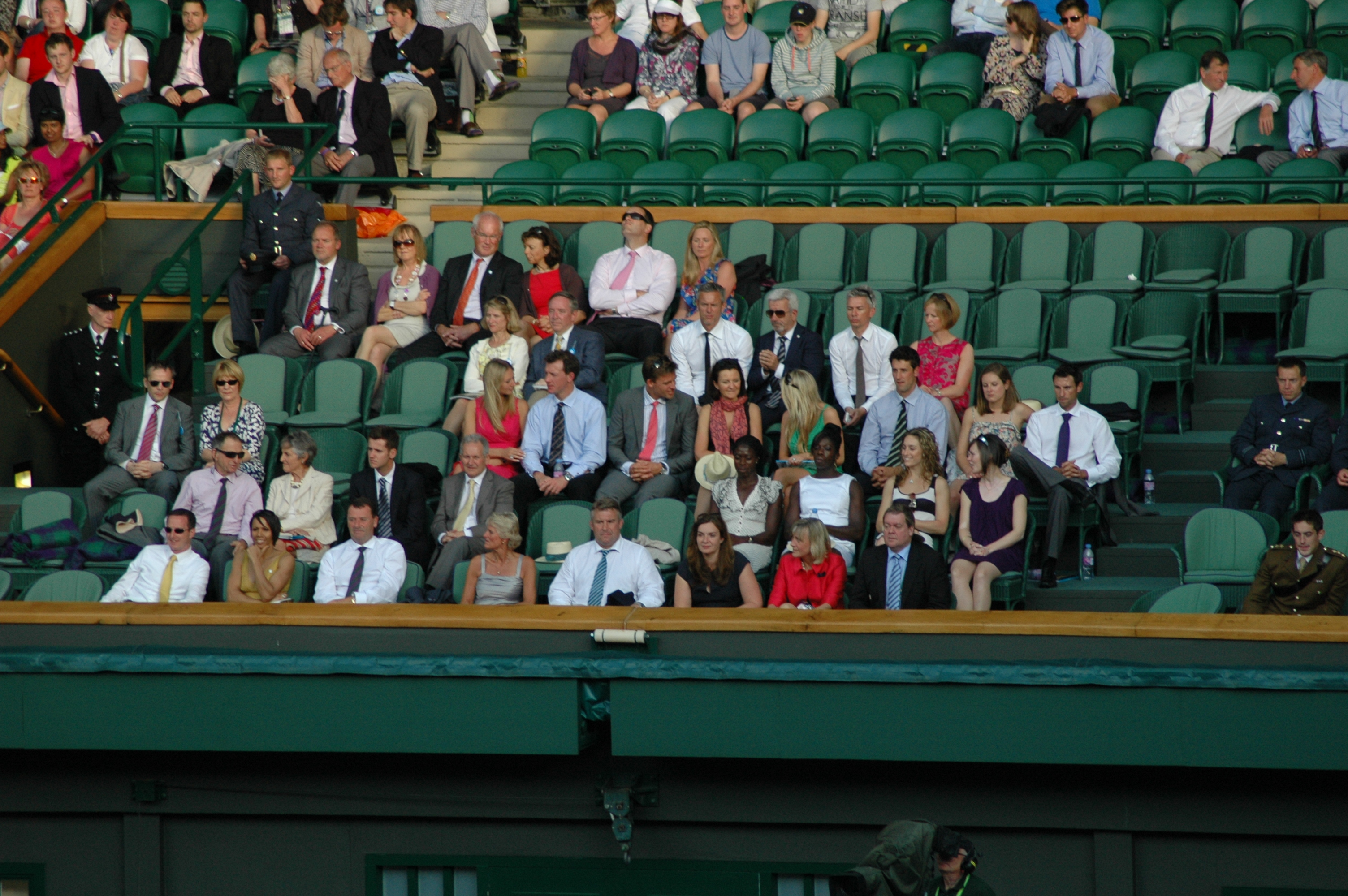
The Royal Gallery al Centre Court
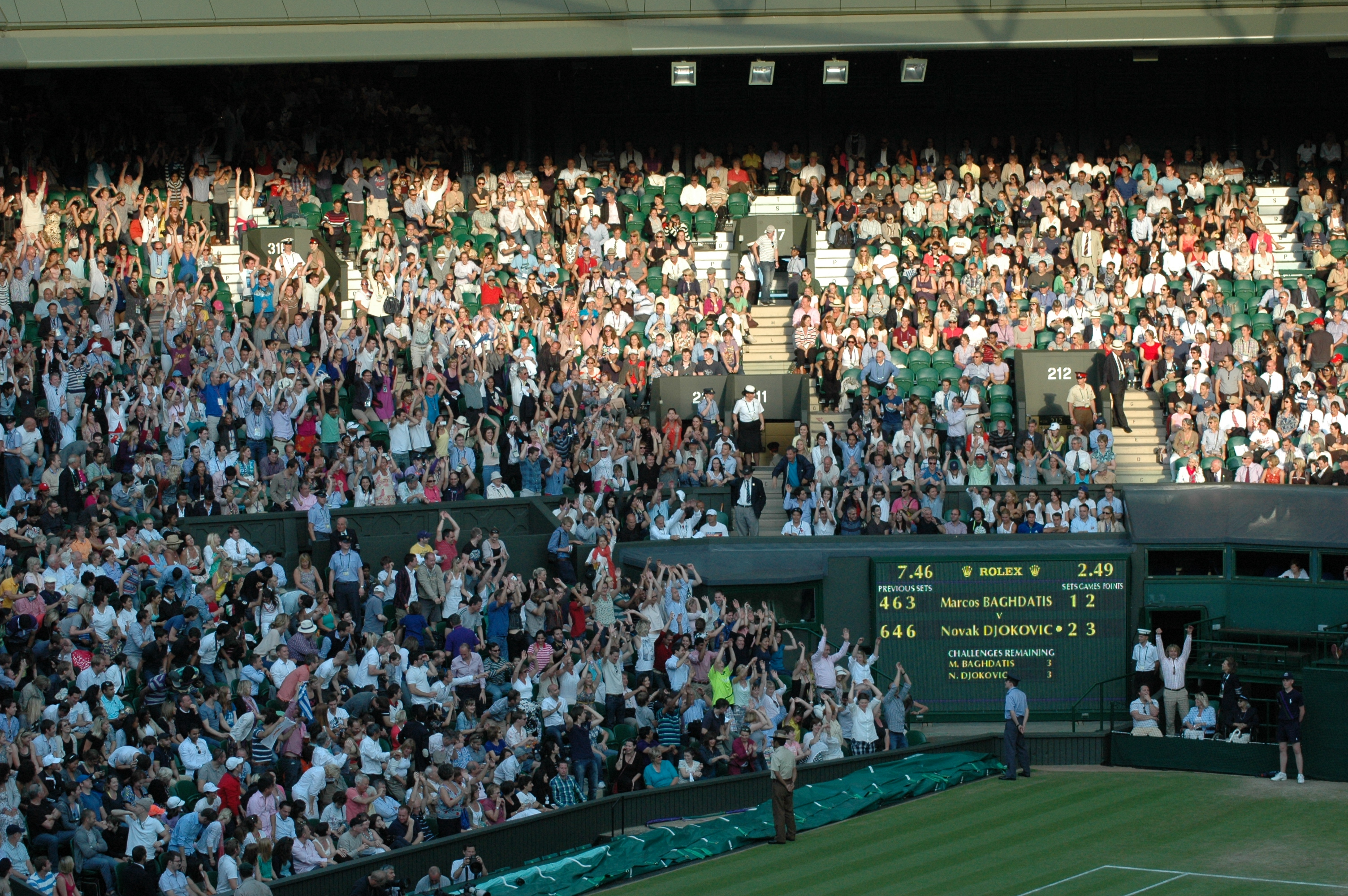
Públic al Centre Court
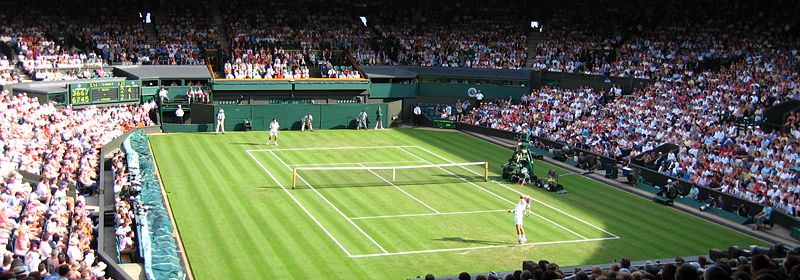
Centre Court
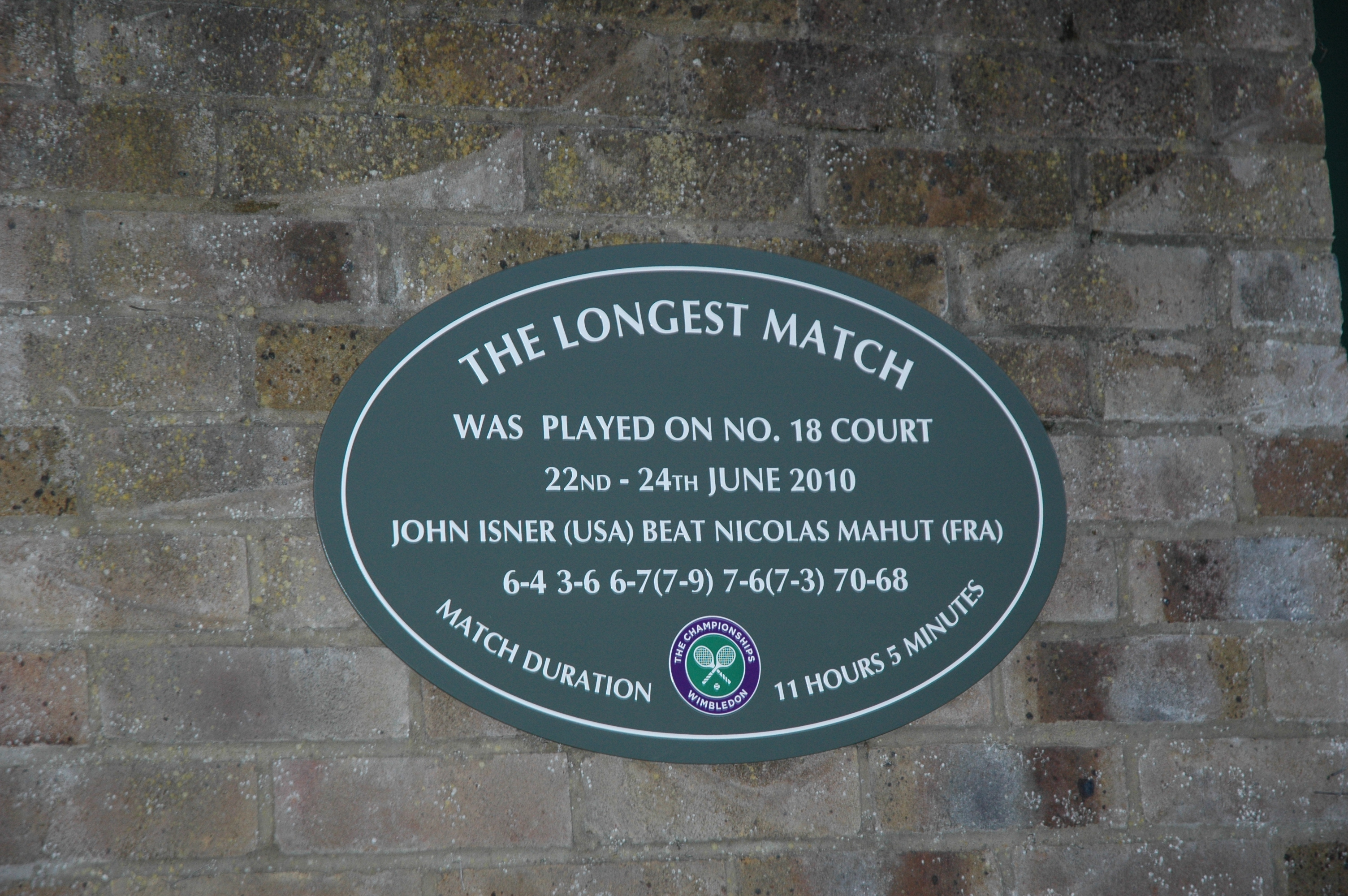
Placa commemorant el partit més llarg disputat a Wimbledon
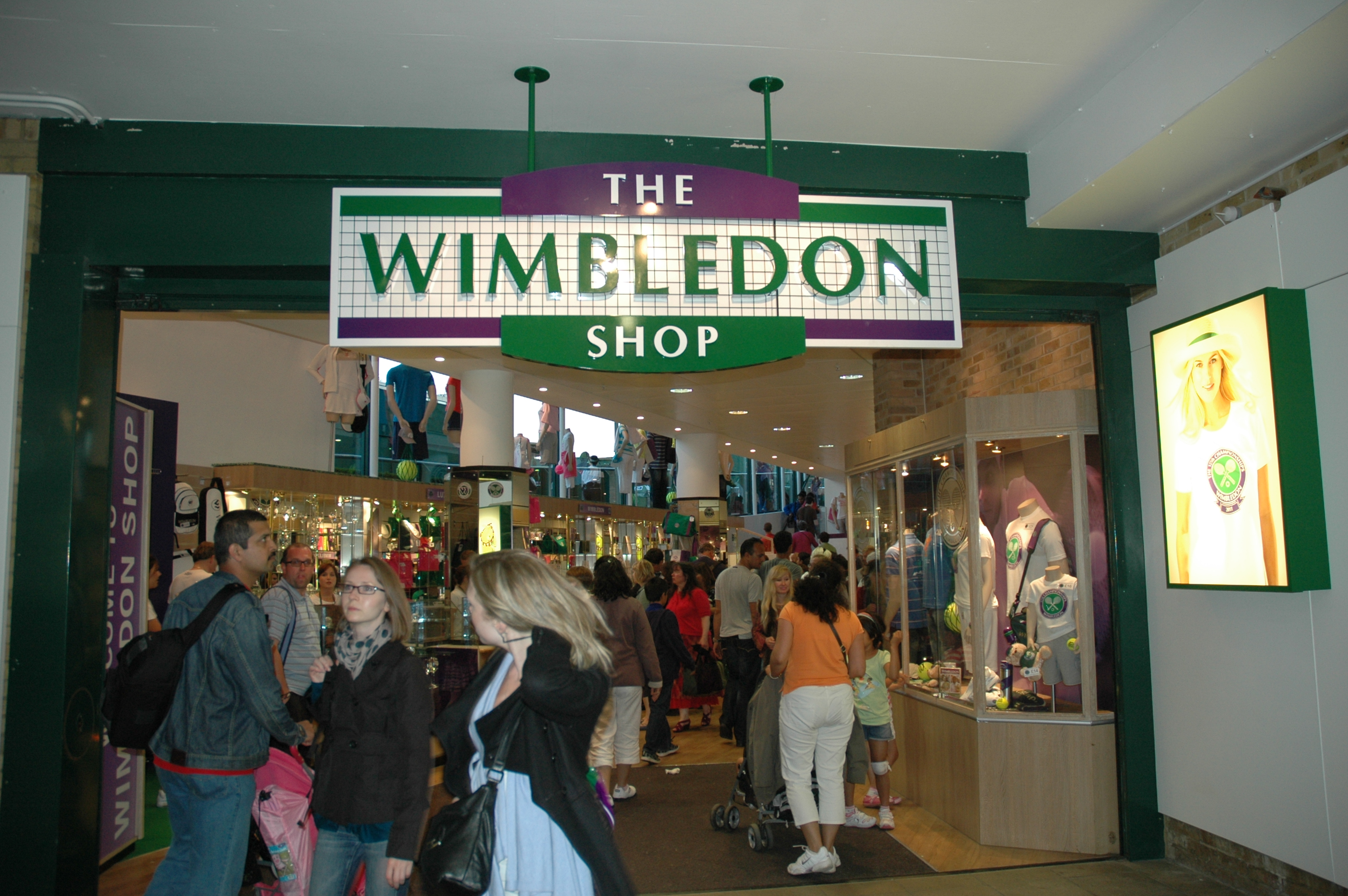
The Wimbledon Shop
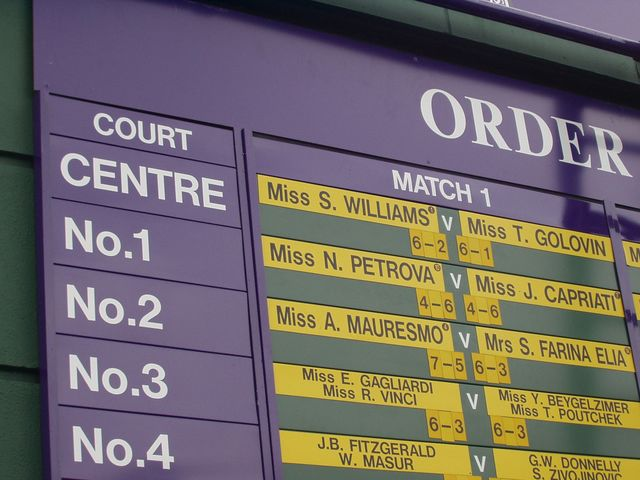
Panell amb l'ordre de partits del dia
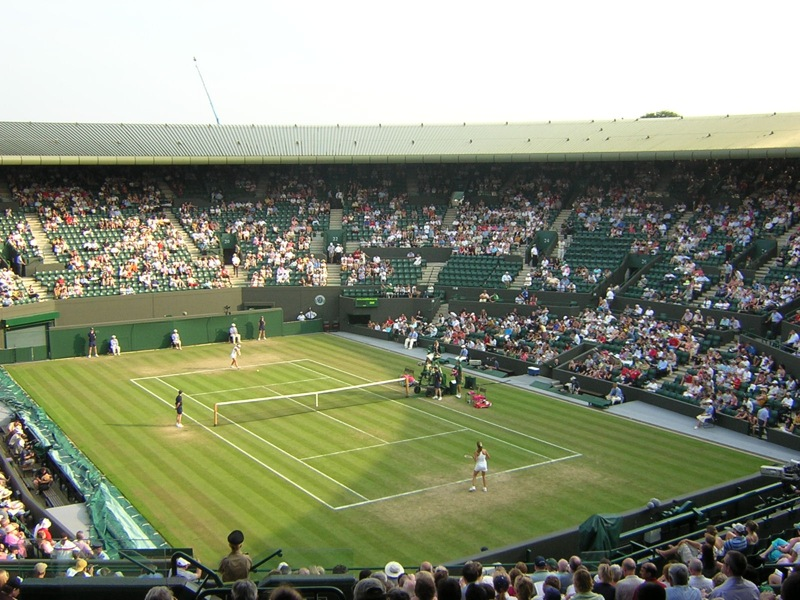
Pista 1
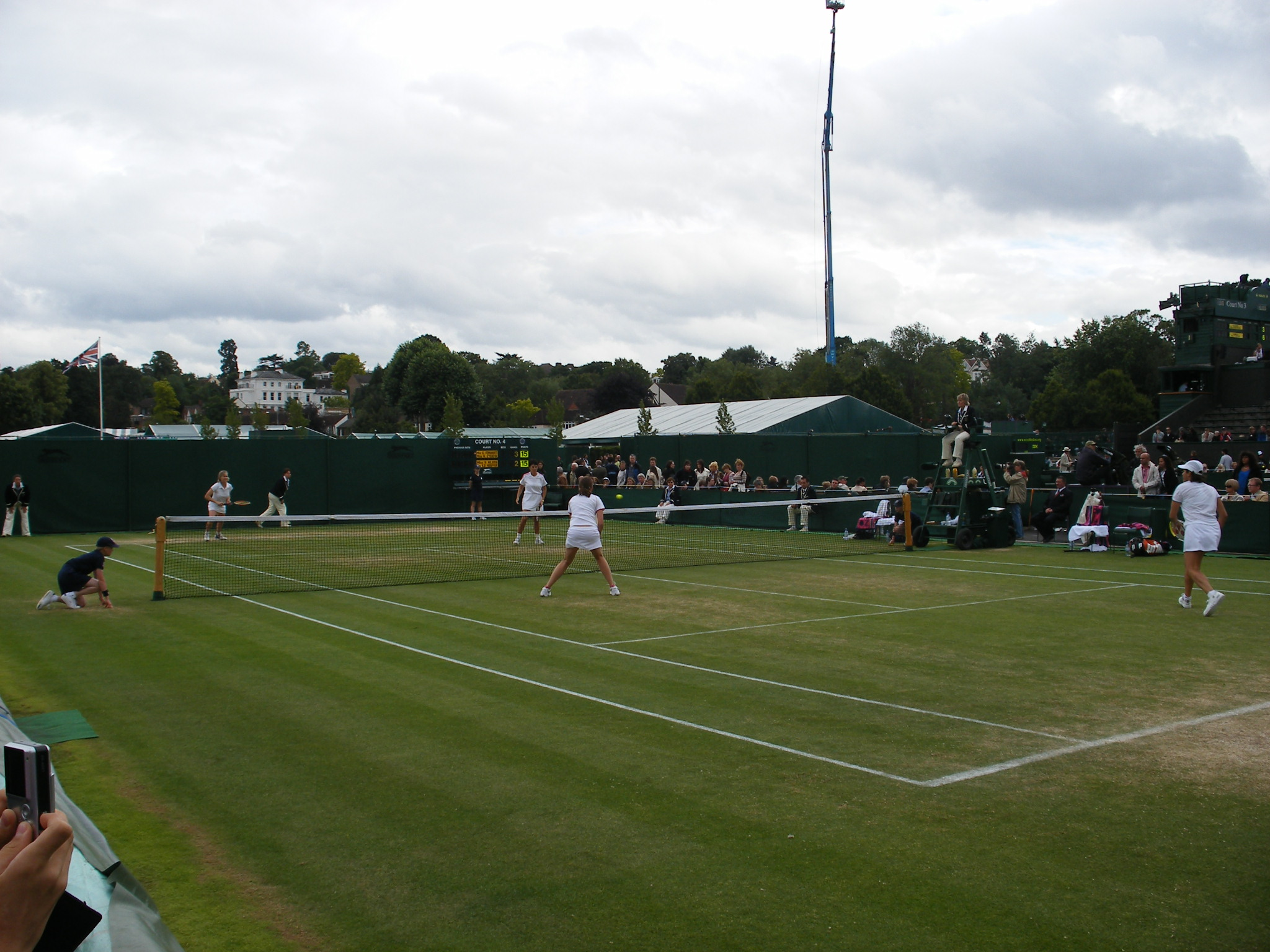
Pista 4
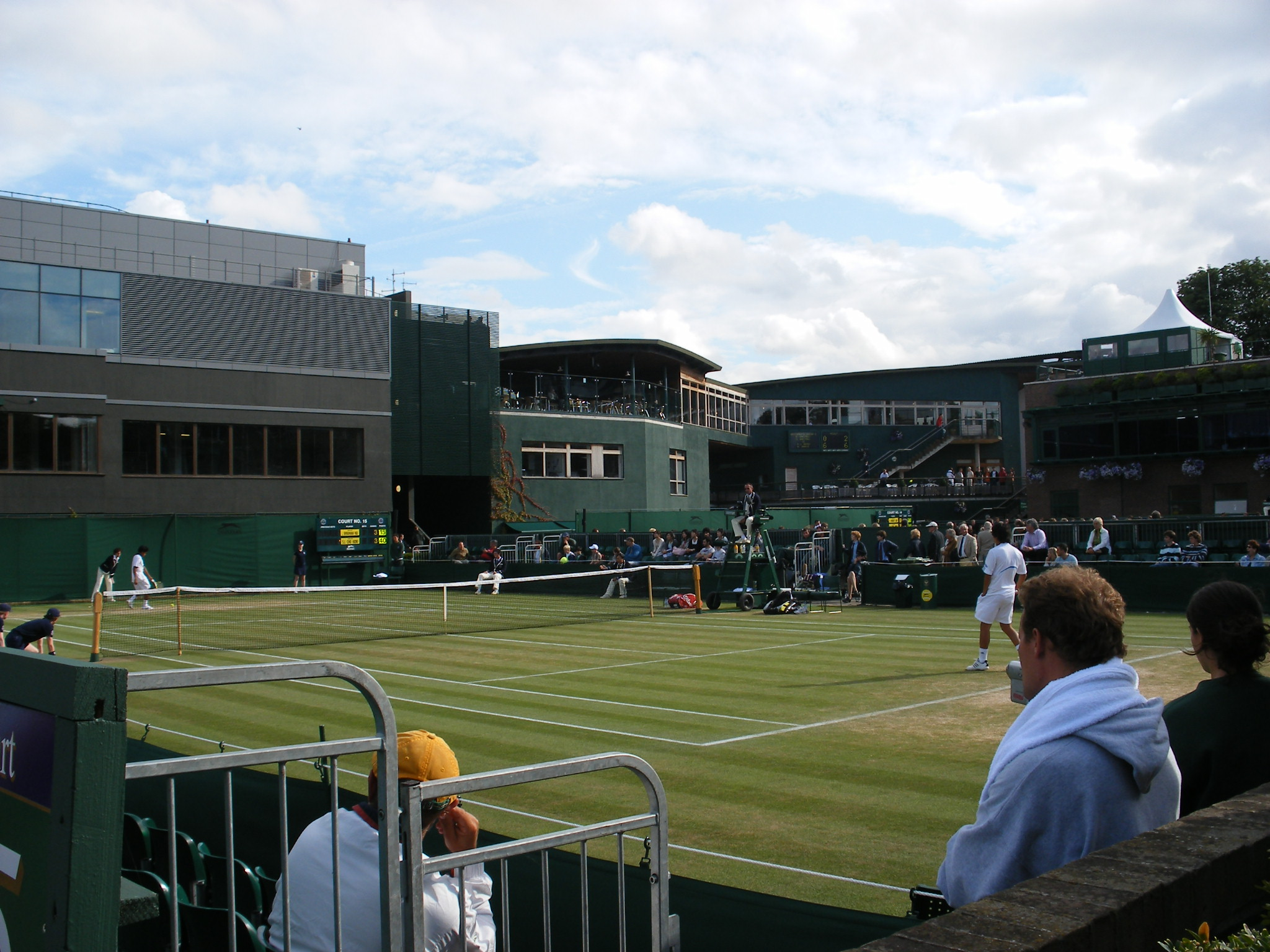
Pista 15
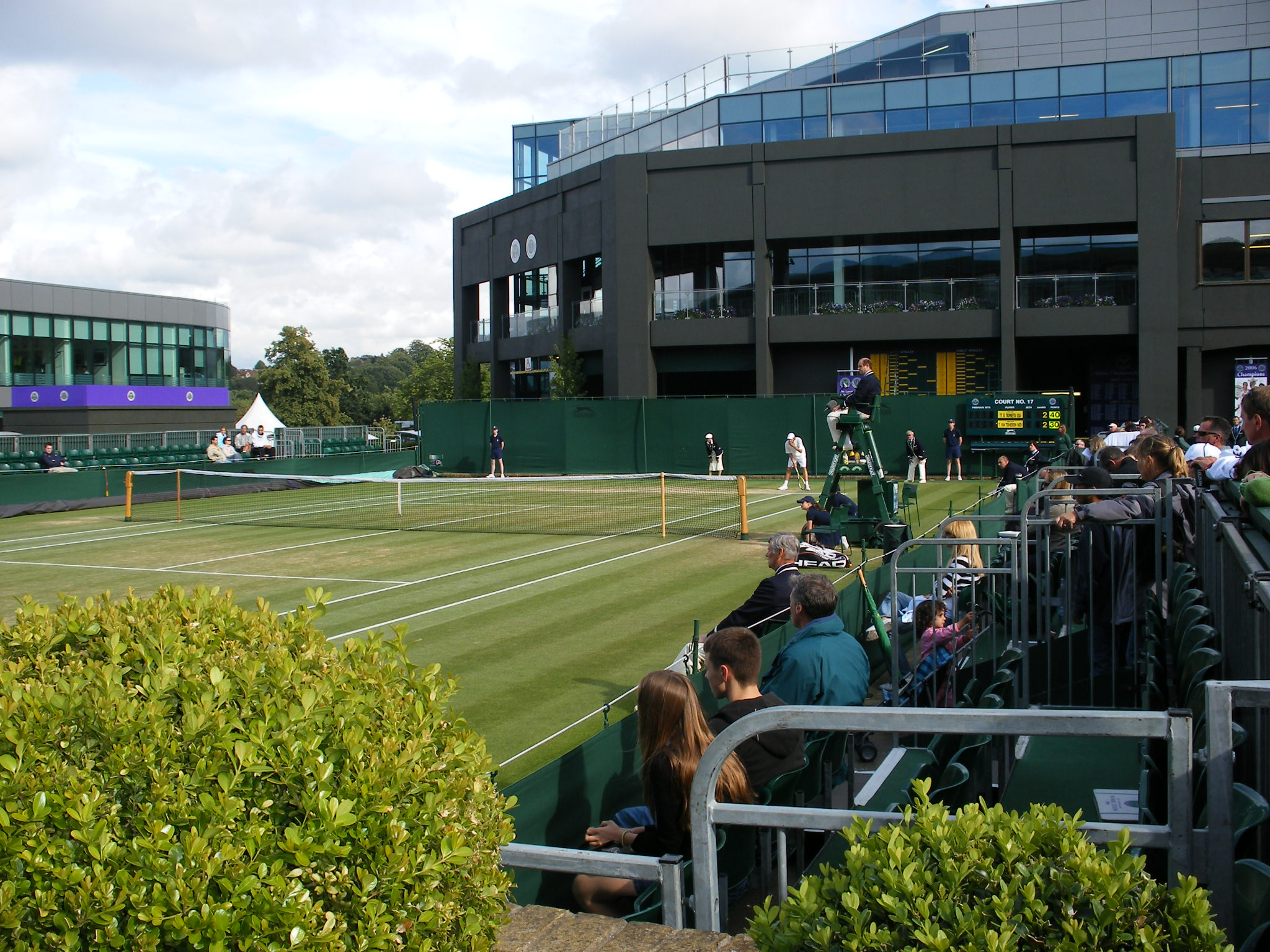
Pista 17
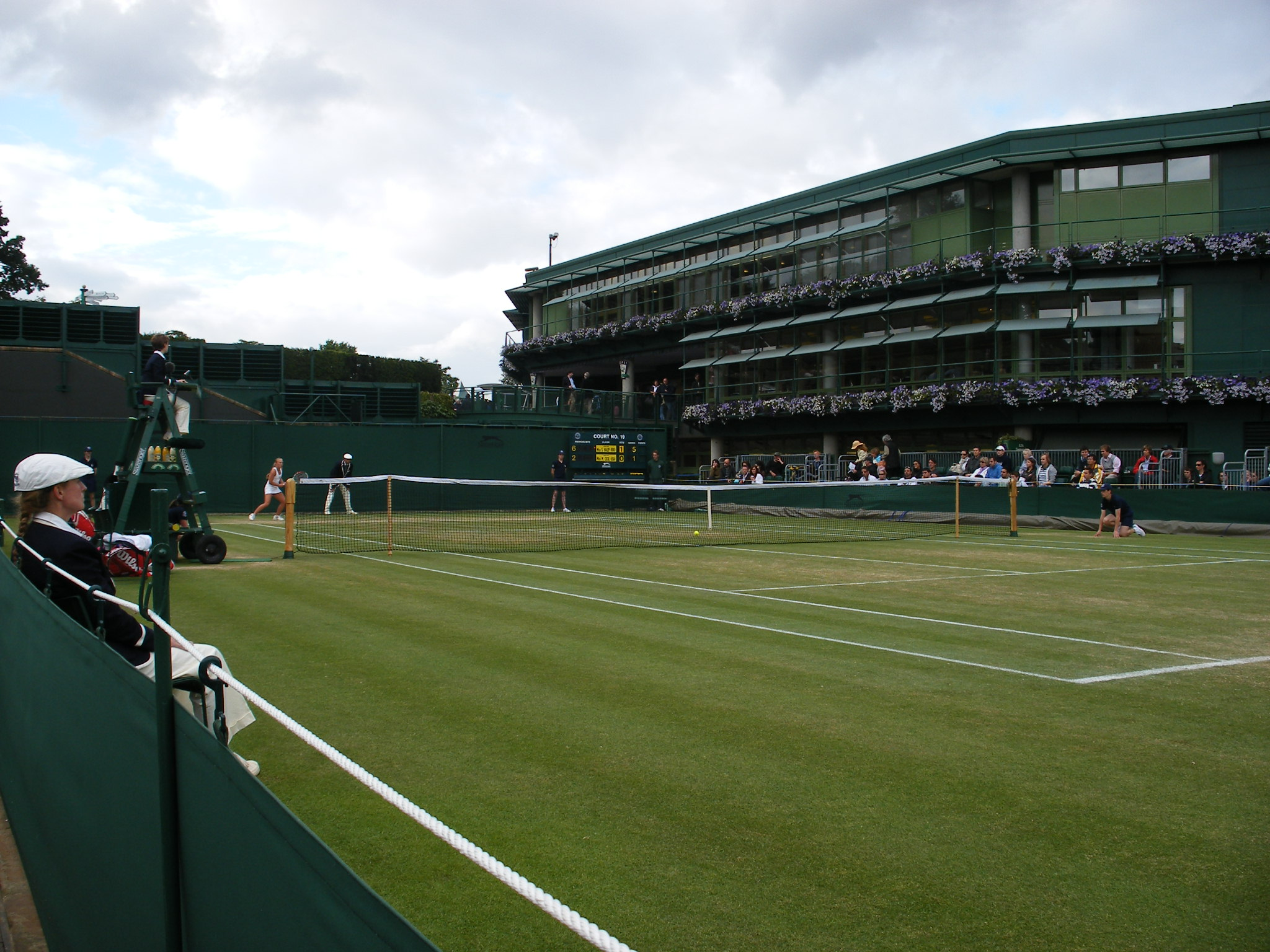
Pista 19
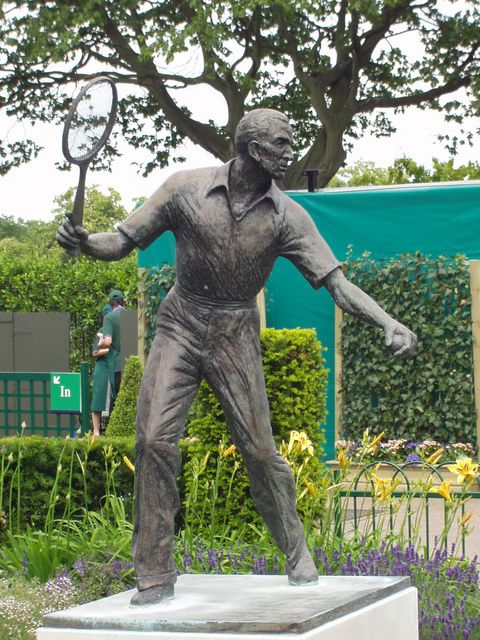
Estàtua en honor de Fred Perry
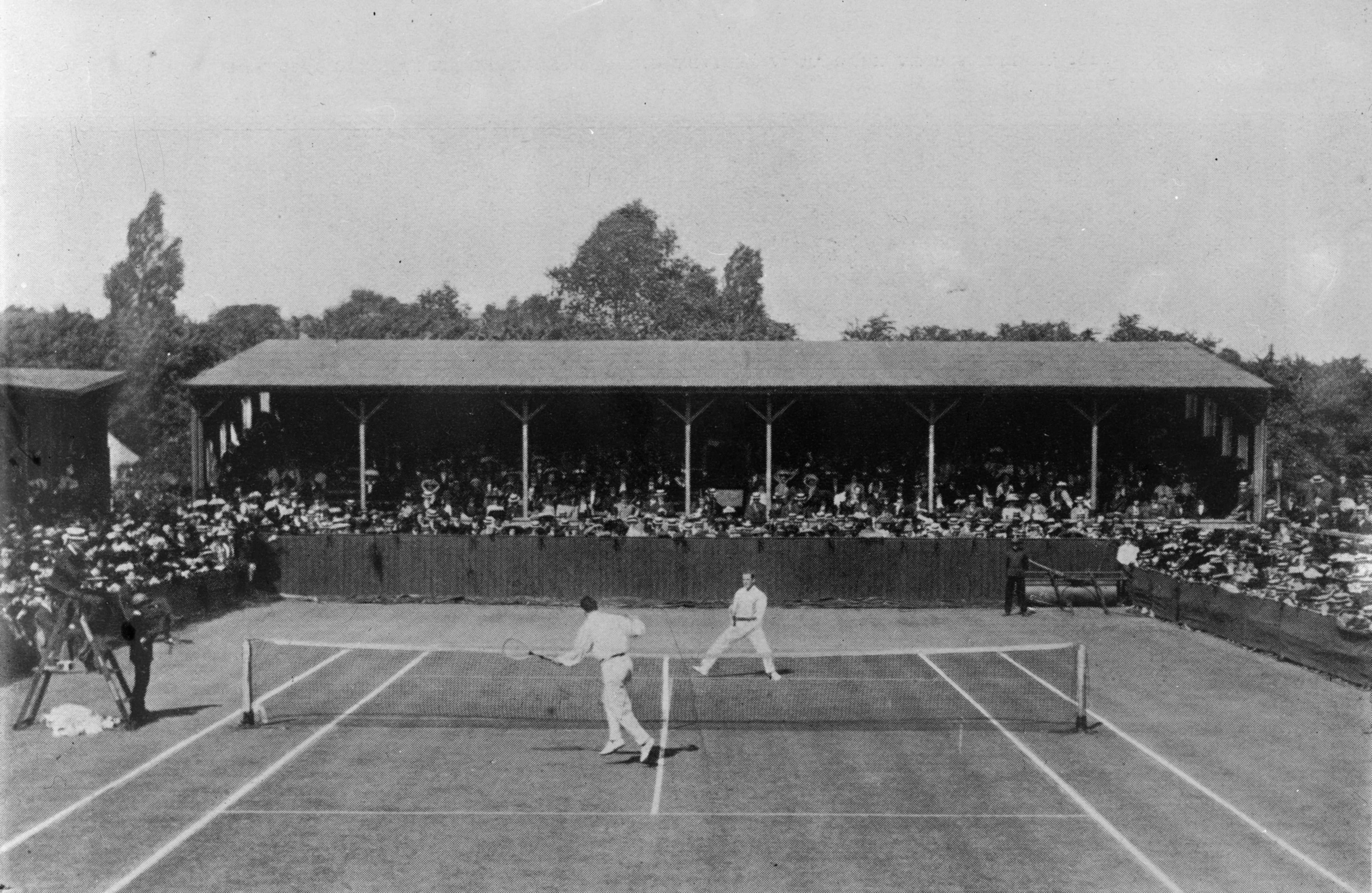
Partit entre Anthony Wilding i Beals Wright l'any 1910
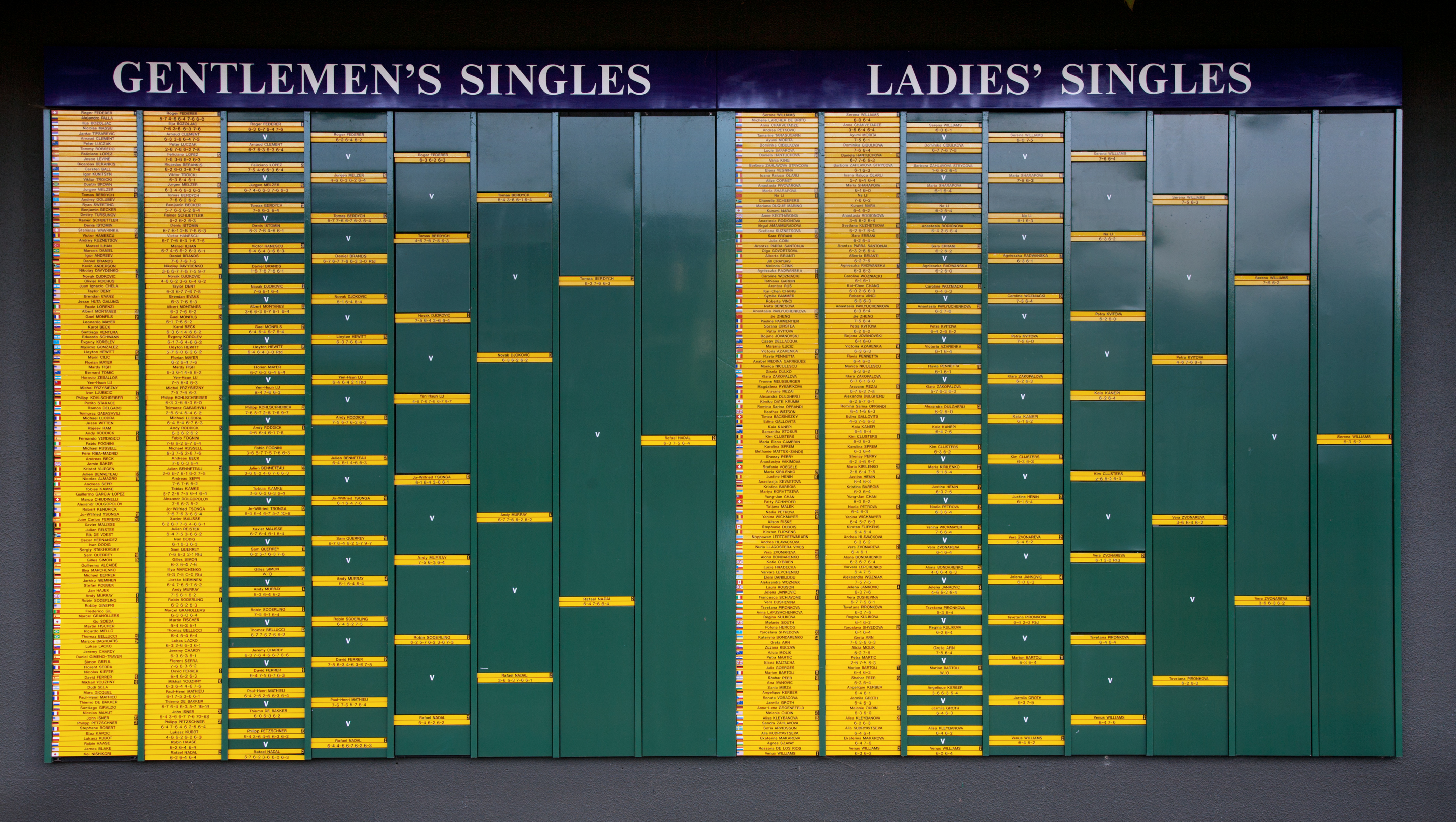
Panell amb els quadres individuals